# Elizabeth Neufeld
Elizabeth Fondal Neufeld (27 de setembro de 1928) é uma geneticista estadunidense.